# Vucculi
I Vùcculi (in italiano "boccole") sono due grotte naturali considerate tra le più importanti formazioni carsiche presenti in Basilicata e fanno parte di un complesso sistema carsico ancora in sviluppo.
Gli inghiottitoi erano da sempre noti ai pastori ed ai contadini ma la loro scoperta organica avvenne nel 1991 grazie alle ricerche avviate dall’allora presidente dell’Agenzia di promozione territoriale per la Basilicata Gerardo Mariani, in collaborazione con lo speleologo prof. Clemente Esposito.
Da allora la ricerca, anche grazie al gruppo speleo-paleontologico Gaetano Chierici di Reggio Emilia, ha portato al ritrovamento di 1 800 metri di grotte tra stalagmiti e stalattiti con un'età stimata di circa 3 milioni di anni.
Nel 1994 venne individuata una seconda grotta, denominata Vucculi 2 (o anche detta Volpe), vicina alla prima e di pari importanza naturalistica e scientifica.

## Etimologia
Il termine vùccula deriva dal latino buccula significa "apertura" o "botola" e serviva per indicare gli accessi alle cantine private degli abitanti di Muro Lucano.

## Localizzazione
Ubicate a circa 18 chilometri dal paese ed a 1 100 metri di altitudine, in località Bosco Grande, le due grotte si inoltrano per 1 800 metri nel cuore della montagna e mostrano il fenomeno carsico dovuto all’erosione dell’acqua piovana che si manifesta in stalattiti, stalagmiti, colonne e vele di insolita e suggestiva bellezza. Le grotte sono situate all'interno della ZSC IT9210190 - Monte Paratiello.

## Esplorazioni speleologiche
Entrambe le grotte, sin dal momento della loro scoperta, suscitano l’interesse di gruppi di speleologi attratti dagli stretti percorsi tra le rocce che, nel punto più basso di questo piccolo microambiente, terminano in un lago-sifone oltre il quale si presume che la grotta continui ancora ad estendersi nelle viscere dalla terra. Le grotte sono parallele ma non sono unite da nessun passaggio percorribile.
Per contribuire allo sviluppo delle esplorazioni della zona e migliorare la conoscenza della natura locale è stata anche organizzata nella prima metà di giugno 2006 una spedizione internazionale italo-cubana, denominata "Marmoplatano 2007".
Obiettivo da raggiungere è rilevare la congiunzione tra le due grotte, congiunzione che darebbe al sistema sotterraneo il primato di complesso carsico più vasto della Regione Basilicata fino ad ora esplorato.

## Dati tecnici
Grotta “i Vucculi”
Sviluppo spaziale; 1 291 m; profondità: 120 m; quota d’ingresso: 1 120 m s.l.m.; risorgenti nel “Vallone delle lene” a 980 m s.l.m. dopo 140 m di dislivello.
Grotta “i Vucculi 2” o Volpe
Sviluppo spaziale: 402 m; profondità: 86 m; quote d’ingresso 1 090 m s.l.m..

## Galleria d'immagini

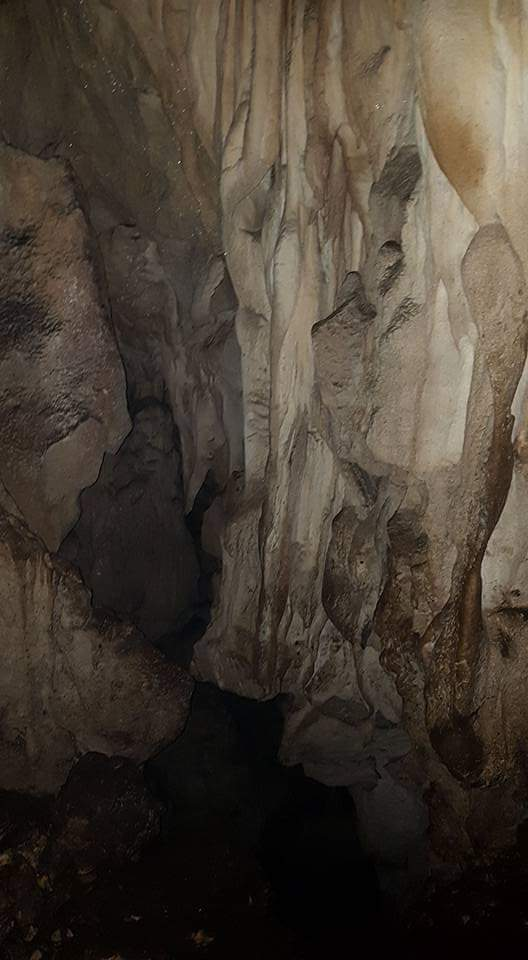
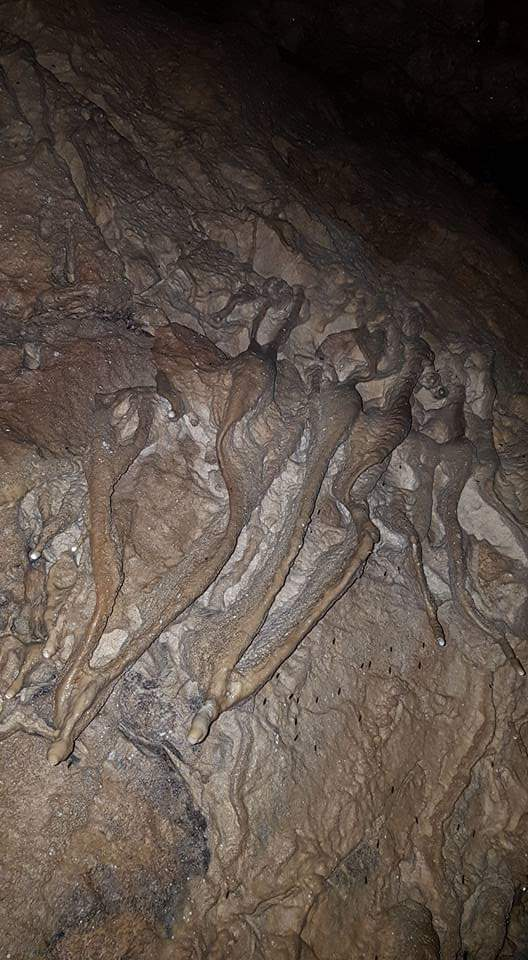